# Moară pe malul râului Zaandam
Moară pe malul râului Zaandam sau Moară și barcă pe râul Zaandam este o pictură în ulei pe pânză realizată în 1871 de artistul francez Claude Monet. Din 1986 se află în proprietatea Ny Carlsberg Glyptotek.
Claude Monet și familia sa au fugit la Londra pentru a evita războiul franco-prusac. La sfârșitul acestuia, s-a întors în Franța, dar a făcut un ocol prin Zaandam în Olanda, la recomandarea lui Charles-François Daubigny, petrecând cinci luni acolo și realizând aproximativ 20 de picturi ale peisajului din împrejurimi.